# Баба-Стакићи
Тадићи-Баба-Стакићи воде порекло од Бошка Тадића (1793—1852) из Ваљева, ученика Велике школе у Београду од 1808. до 1813, вероватно блиског рођака, сина или братанца ваљевског војводе Миливоја Тадића, и његове жене Стаке (Наке) Тадић, рођ. Станковић - Баба-Стаке (1820—1902) по којој је цела породица, зетови и сродници, названа Баба-Стакићи. Њихови зетови, ожењени кћеркама и унукама били су Ђорђе Симић, председник министарског савета (владе), генерал Коста Протић, намесник краљевског достојанства, министар војни, генерал Милован Павловић, министар војни, војвода Радомир Путник, начелник Главног генералштаба, министар војни, пешадијски бригадни генерал Боривоје Марковић и др, а унуци пуковник Радивоје Бојовић, министар војни и Драгутин Протић, гувернер Народне банке.

## Тадићи
Тадићи из Ваљева највероватније воде порекло од ваљевског војводе Миливоја Тадића, на шта указује и то што је Бошко Тадић, ђак у Великој школи у Београду, где су и други ђаци деца и најближи рођаци војвода или под њиховим покровитељством.
Тадићи су пореклом из Савковића, слава Св. Јован. У Савковић су дошли из средње Пиве. Михаило Тадић је XVIII веку дошао са три одрасла и пунолетна сина, Тадијом, Дамњаном и Паном, прозваним Топал (био је без једне ноге) у Постење, а одатле је Тадија Тадић прешао у Савковић, где има крај Тадићи. Тадија Тадић је имао синове: Сава, Радован, Давид, Новак, Мирко, Јосиф и Бошко. Од Саве су Тадићи у Дони у Дрлачи, од Радована су у Ваљеву и Смедереву,
И Стака Станковић, Радић (сл. Св. Јован), жена Бошка Тадића, је рођена у Радаљу у породици Радић (Станко, Бранко, Паун, Марко), као мала пренета у Табановић. У Табановићу су потомци Пауна и презивају се Максићи и Радићи. Њен синовац је Јаков Максић.
Разместио их је Јосиф Тадић у Бошковац Дрлаче.
Бошко Тадић је имао брата Јосифа Тадића. Купили су имање, зграде и права на Бошковац Дрлаче од тамошњих Турака, који су одатле исељавани (око 1835). Заједно су купили у Ваљеву велико поље које се дуги низ година звало Бошково поље од бега из Кељића (Дрлаче). При деоби Јосифа и Бошка, Бошко добије имање у Ваљеву а Јосиф у Дрлачама.
Бошко Тадић (1793—1852) имао је сина Милорада Тадића (1844—1880) и кћерке Јелену, Милеву и Катарину, као а Јосиф Владимира - Влајка Тадића, трговца, власника млина у Ваљеву, који је имао три сина и једну кћерку Јеврема, Боривоја, Жарка и Зору.

### Јосиф Тадић
Тадићи су пореклом из Савковића.
Бошко Тадић је имао брата Јосифа Тадића. Купили су имање Дрлаче од тамошњих Турака (око 1835). Заједно су купили у Ваљеву велико поље које се дуги низ година звало Бошково поље (некада у својини браће Вилотијевића, трговца из Ваљева). При деоби Јосифа и Бошка, Бошко добије имање у Ваљеву а Јосиф у Дрлачама, које његови наследици изделе и продају.

### Владимир Ј. Тадић (1854–1915)
Владимир Ј. Тадић (Ваљево, 16. септембар 1854 – 15. март 1915), правник, градоначелник (председник општине) Ваљево, народни посланик, окружни начелник.

### Јеврем В. Тадић (1883—1960)
Јеврем В. Тадић (Ваљево, 1883 - Београд, 1960), дипломата, службовао је у Лондону и Цариграду, политички директор Министарства иностраних послова Краљевине Југославије, имао је ћерку Јованку.
Осим њега постојао је у 19. веку у Ваљеву још један Јеврем Тадић (ово су ваљда Тадићи из Горње Кршље), трговац, који је био ожењен Маријом, Маром, кћерком капетана Јовице Милутиновића из Савковића, кнеза колубарске кнежине ваљевске нахије председника ваљевског магистрата. Њихов син је био Радомир и ћерка Софија удата за Љубомира Радовановића (1834-1868). Радомир Тадић је био трговац ожењен Милевом са којом је имао ћерку Драгињу - Драгу удату за Драгољуба - Драгишу Вукосављевића (1865—1939), адвоката у Ваљеву.

### Пуковник Боривоје В. Тадић
Пуковник Боривоје В. Тадић је син Владимир Ј. Тадића.

### Жарко В. Тадић (1891—1965)
Жарко В. Тадић (Ваљево, 1891 - Београд, 1965), син Владимир Ј. Тадића био је адвокат у Ваљеву и Убу, председник ваљевске општине 1939. као члан ЈРЗ, био је један од 1300 каплара. У браку са Милицом, рођеном Максимовић има сина Владимира, правника, и ћерку Зорицу. Има мушког потомства.

### Владимир Ж. Тадић
Владимир Ж. Тадић је син Жарка Тадића.

### Генерал Боривоје Марковић
Зора Тадић, кћерка Жарка Тадића је била удата за пешадијског бригадног генерала Боривоја Марковића. Пешадијски бригадни генерал Боривоје Марковић (Београд, 1884 - Београд, 1948), завршио је јункерску школу у Одеси, Русија. Њихова деца су Драган Марковић, официр и Миле Марковић. Има потомства.
Зорка Тадић први пут била је удата за судског бригадног генерала Димтрија С. Шапинца (1881—1958).

### Бошко Тадић (1793—1852), окружни начелник, државни саветник
Бошко Тадић (1793—1852) из Ваљева, као вероватно близак рођак, син или братанац ваљевског војводе Миливоја Тадића. Похађао је Велику школу у Београду од 1808. до 1813. Касније је био трговац у Београду, помоћник окружног начелства у Ваљеву и окружни начелник. Био је и судија Врховног односно Великог суда.
Године 1835. војвода Вучић је расељавао муслиманска села по Азбуковици. Браћа Бошко и Јосиф Тадић из Савковића купе Дрлаче од тамошњих Турака. Заједно са братом Јосифом купи у Ваљеву велико поље, које се дуги низ година звало Бошково поље, некада у својини браће Вилотијевића, трговца из Ваљева. При деоби Јосифа и Бошка, Бошко добије имање у Ваљеву а Јосиф у Дрлачама.
Бошко Тадић је био ожењен Стаком и "по њој је његова кућа у Београду изашла на велики глас" - Баба-Стакићи.

### Стака Тадић (1820—1902)
Бошко Тадић био је ожењен Стаком (Наком) Станковић (1820-1902) по којој су цела породица, зетови и сродници називани Баба-Стакићи. Стака Станковић је пореклом била из породице Радић (Св. Јован) (Станковић), тј. Максић из Табановића у Мачви. Имовина њене породице налазила се на данашњим Теразијама испод хотела Москва. Стака (Нака) Станковић била је 27 година млађа од свог мужа и надживела га је за пола века: „Госпоја Стака Тадић, чувена богаташица са Теразијског сокака, иначе члан познате херојске породице Тадић из Ваљева“. Њен синовац је пешадијски пуковник Јаков Максић, добротвор Друштва Светог Саве.
Стака је одрасла у кући господара Јеврема Обреновића, била је у сродству.
Имали су једног сина и три кћерке Милорада Тадића и кћерке Јелену, Милеву и Катарину.
- Милорад Тадић (1844-1880)
- Јелена Тадић била је удата за пуковника Тодора Бојовића. Други пут била је удата за Ђорђа Симића, сина Стојана Симића, председника министарског савета, посланика на Руском двору, такође удовца који је пре био ожењен Јеленом Карађорђевић, сестром краља Петра.
- Милева Тадић, дворска дама, била је удата за генерала Косту Протића, намесника краљевског достојанства, министра војног, сина Стевана Протића и Милосаве Стошић, кћерке војводе хомољске кнежине пожаревачке нахије (од 1811) Илије Стошића.
- Катарина Тадић (1848-1908), кћерка Бошка Тадића и Баба-Стаке била је удата за генерала Милована Павловића, министра војног који је убијен у мајском преврату 1903.

### Ђорђе Симић
Јелена, кћерка Бошка Тадића и Баба-Стаке другом браку са Ђорђем Симићем, председником владе, послаником, сином Стојана Симића из породице Симић председником министарског савета, посланика на Руском двору, такође удовца који је пре био ожењен Јеленом Карађорђевић, сестром краља Петра, није имала деце.

## Бојовићи

### Пуковник Тодор Бојевић (1830—1872)
Јелена, кћерка Бошка Тадића и Баба-Стаке из првог брака са пуковником Тодором Бојевићем (1830—1872) имала је сина Радивоја и кћерку Љубицу.
У другом браку са Ђорђем Симићем, сином Стојана Симића, председником министарског савета, посланика на Руском двору, такође удовца (чија је прва жена била је Јелена Карађорђевић, сестра краља Петра - а коме је ово био 3. брак) није имала деце.

### Пуковник Радивоје Бојовић
Пуковник Радивоје Бојовић, министар војни, са Босиљком Хорстиг имао је имао кћерке Марту и Јелену.

## Чарапићи
Марта Бојовић, кћерка пуковник Радивоја Бојовића, која се школовала у Енглеској, била је удата за Милоша Чарапића, официра, родом од Чарапића. Милош и Марта Чарапић имали су кћерку Анђелију. У другом браку са инж. Миланом Димитријевићем имала је сина Јована Димитријевића.

## Михаиловићи
- Јелена Бојовић била је удата за Радета Михаиловића, архитекту, који је био у штабу генерала Драже Михаиловића. Имали су сина Ивана Михаиловића који има кћерку. Живели су у Јоханезбургу после Другог светског рата.

## Путници
Љубица Бојовић, кћерка пуковника Тодора Бојовића и Јелене Тадић, кћерке Бошка Тадића и Баба-Стаке и сестра министра пуковника Радивоја Бојовића, била је удата за војводу Радомира Путника (1847-1917), начелника генералштаба, министра војног.

### Војвода Радомир Путник (1847—1917)
Војвода Радомир Путник (1847-1917), пореклом је са Косова, одакле је Арсеније Путник око 1790. дошао у Белу Цркву у Банату, где је назван „путник“. Димитрије Путник, син Арсенија Путника, рођен 1813. у Белој Цркви живео је у Србији у Крагујевцу, где је био учитељ. Димитрије Арсенијевић Путник и Марија Путник имали су петоро деце Радомира, Ђорђа Путника, који се школовао у Русији и остао тамо да живи, Косту, Софију и Миму.
Војвода Радомир Путник и Љубица Путник имали су четири сина и три кћерке Димитрија, Владимира, Боривоја, Љубишу, Милу, Радојку и Милицу.

### Љубиша Путник
Љубиша Путник, најстарији син, банкарски чиновник, умро у 31. години 1914.

### Владимир Р. Путник
Владимир Путник је завршио једно од три најелитнија училишта у Русији Пажески кадетски корпус и дипл. у Манчестеру електротехнику. Вратио се у Београд, где је умро 1978.

### Капетан Боривоје Путник
Капетан речне пловидбе Боривоје Путник, умро 1936.

### Милица Путник
Милица Путник, завршила интернат царске породице у Русији. Није се удавала.

### Пуковник Димитрије Путник
Генералштабни пуковник Димитрије Путник, син војводе Радомира Путника, војни изасланик војске Краљевине Југославије у Бугарској, војни изасланик у Москви избегличке владе у Лондону од 1941. до 1945. Завршио је један од три најелитнија училишта у Русији, Пажески кадетски корпус, након чега је био од 1914. у саставу 8. руске армије под командом генрала Брусилова, а од 1916. у 1. Српском добровољачком пуку у чијем саставу учествује у борбама у Добруџи у Румунији. За време Другог светског рата, војни изасланик у Москви. Умро у Паризу 1962. године.

## Ивковићи

### Пуковник Јован Ивковић
Мила Путник, кћерка војводе Радомира Путника, била је удату за пуковника Јована Ивковића. Имали су синове Душана Душка, Милутина и Гојка и кћерке Радмилу и Вукосаву.

### Душан Ивковић
Душан Ивковић, поморски официр, стрељали га партизани у Котору.

### др Милутин Ивковић (1906—1943)
Др Милутин Ивковић - Милутинац (1906—1943) српски лекар и познати фудбалер београдских клубова Југославији и БАСК, репрезентативац, учесник 9. и 11. Олимпијских игара, стрељан 1942. на Бањици због сарадње са партизанима. Био је ожењен Елом Попс са којом је имао двоје деце.

### Вукосава Ивковић =
Вукосава Ивковић, балерина

## Радосављевићи

### академик проф. др Александар Радосављевић
Радојка Путник, завршила интернат царске породице у Русији. Била је удата за проф. Медицинског факултета др Александра Радосављевића, некадашњег личног лекара њеног оца.

## Протићи
Друга Баба-Стакина кћерка Милева Протић, рођ. Тадић, дворска дама, била је удата за генерала Косту Протића (1831—1891), намесника краљевског достојанства, министра војног.

### Генерал Коста Протић (1831—1891)
Генерал Коста Протић (1831—1891), намесник краљевског достојанства, министар војни син је Стевана Протића и Милосаве Стошић, кћерке војводе хомољске кнежине пожаревачке нахије (од 1811) Илије Стошића, родом из Жагубице. Отац Стеван Протић син је протопрезвитера Јосифа Момировића из Пожаревца, један од потписника у име клира у писму руском амбасадору Италинском маја 1804. године (имао је и синове Лацка и Миту), слава. Св. Агатоник (22. 8), дошли са Косова пре више од 300 година, ранијим пореклом из Колашина. Брат генерала Косте Протића капетан Живан Протић, командант шанца на Шуматовцу, погинуо је у Шуматовачкој бици.
Први је српски генерал који је добио генералски чин у рату (1876).
Генерал Коста Протић и Милева Протић, рођ, Тадић, дворска дама, имали су двоје деце др. Драгутина Протића и Зорку Протић удату за др Михаила Марковића, лекара.
Милева - Мица Протић, рођ. Тадић, дворска дама, била је веома блиска са краљем Миланом, као његова милосница.

### Др Драгутин Протић
Др Драгутин Протић, др. права, гувернер Народне банке био је ожењен Милицом Ћурчић, кћерком Стевана Ћурчића (1850—1932), правника, издавача и публицисту, власника Београдских новина, једног од оснивача и првог председника Српског новинарског удружења и Стане Ћуричић рођ. Грујић (1860-1942), најстарија кћерка Јеврема Грујића, политичара, министра и посланика на страни.

## Марковићи
Зорка Протић, кћерка генерала Косте Протића је била удату за др Михаила Марковића, лекара.

## Павловићи
Трећа кћерка Бошка Тадића и Баба-Стаке Катарина (1848—1908) била је удата за генерала Милована Павловића (1842-1903), министра војног.

### Генерал Милован Павловић (1842—1903)
Генерал Милован Павловић (1842—1903), био је министар војни у више влада. Убијен је у Мајском преврату 1903. на прозору свог стана у Његошевој бр. 1 на Цветном тргу у Београду, згради под заштитом државе „Друштво за улепшање Врачара“, пред очима породице и зета Божидара Јанковића.
Генерал Милован Павловић и Катарина Павловић, рођ. Тадић имали су два сина и једну кћерку, Добросава, Милоша и Станку.

### Пуковник Добросав Павловић (1870—1939)
Пуковник Добросав Павловић (1870-1939) завршио је Војну кадетску школу у Салцбургу. Био је један од судија у Солунском процесу када су осуђени припадници Црне Руке. Био је ожењен Јулијаном Павловић, рођ. Јовановић. Нису имали деце.

### Поручник Милош Павловић (1872—1898)
Поручник Милош Павловић (1872-1898) завршио је Војну академију у Београду. Прва дужност била му је на граници у Пироту, где је умро од тропске маларије.

## Јанковићи
Станка Павловић, која је завршила Вишу девојачку школу у Београду била је удата за генералштабног пуковника Божидара Јанковића (1871—1927).
Пуковник Божидар Јанковић је син потпуковника Василија Јанковића и Персиде Шурдиловић (1854-1935) из Крагујевца. Персида Јанковић, рођ. Шурдиловић имала је сестру и брата. Једна сестра је са генералом Велимиром Стевановићем (1831—1915) имала три кћерке Ружицу удату за др. Богдана Марковића, министра финансија (1926—1928), правника, директора Хипотекарне банке, Анку удату за Саву Ивковића, индустријалца и Милицу удату за Милана Таназевића, официра. Братаница Миланка била је удата за Јеврема Јешу Томића, министра трговине и индустрије и физичке културе (1939—1941), председника београдске општине. Потпуковник Василије Јанковић и Персида Јанковић, рођ. Шурдиловић имали су сина пуковника Божидара Јанковића и кћерку Босиљку Ђуричић, рођ. Јанковић.

### Пуковник Божидар Јанковић (1871—1927)
Пуковник Божидар Јанковић погинуо је у аутомобилској несрећи на путу за Котор где је био у војној инспекцији 1927, био је последњи командант Гвозденог пука и носилац две Карађорђеве звезде. Пуковник Божидар Јанковић је био ожењен Станком Јанковић, рођ. Павловић и имали су две ћерке др Драгославу, лекара, и Зориславу. Др Драгослава је била удата за санитетског пуковника проф. др Адама Миљковића са којим је имала три сина од којих је један, Александар Миљковић, био др историје, а двојица, Момчило Миљковић и Душан Миљковић, др хемијских наука. Зорислава је са Зораном Ферјанчићем имала сина, академика проф. др Божидара Ферјанчића, византолога, ожењеног Миленом рођ. Жежељ, историчарем уметности, и ћерку Мирјану Поповић, рођ. Ферјанчић, историчара уметности, која је била удата за проф. др Владислава Поповића, археолога, унука генерала Дамјана Поповића.

## Ђуричићи
Босиљка Ђуричић, рођ. Јанковић била је удата за др Марка Ђуричића, министра правде (1912-1918 и 1921, 1924, 1926) и социјалне политике (1925). Њихова кћерка Персида Ђуричић била је удата за Богољуба Кујунџића министра пошта (1928—1929) и шума и рудника (1938—1939). Имали су сина Константина Кујунџића који је живео у САД.

## Сродство
Тадићи и Баба-Стакићи повезују породице Протић, Бојовић, Путник и др, а били су у сродству са Симићима, Грујићима, Наумовићима и др.